# バーチャルガール (テレビドラマ)
『バーチャルガール』は、2000年1月15日から3月11日まで毎週土曜日21:00 - 21:54に日本テレビ系の「土曜ドラマ」枠で放送された日本のテレビドラマ。
2000年7月21日に全4巻でVHS化されているが、2024年現在DVD化・ネット配信化はされていない。

## ストーリー
孤独な少女・早川リサは幼い頃の事故で母を亡くし記憶を失っていた。リサが19歳になったある日、母の知人と名乗る謎の診療内科医・瀬名に人の心が覗けるコンピューターソフト「VR2000」を見せられる。それはリサの母親が作ったもので、リサにしか扱えなかった。リサは瀬名の依頼で様々な事件解決に手を貸しながら、失われた自分自身の過去の記憶に近づいていく。

## キャスト

### 主要人物
- 早川リサ - 榎本加奈子（幼少期：大平奈津美）
- 瀬名俊介 - 陣内孝則
- 森島ヒロ - 三宅健
- 水野ハナ - 篠原ともえ
- 田代ユキ - 大村彩子
- 早川ひかり - 村上里佳子

### ゲスト
第1話「人の心に侵入せよ」
- 田原功一 - 佐野史郎

第2話「銀行爆破0秒前! 女化学教師の哀しい瞳」
- 西川栞 - 加藤紀子

第3話「推定20億の名画に隠された父子絶縁の謎」
- 三上健一 - 高嶋政伸
- 沢村成章 - ミッキー・カーチス

第4話「携帯電話に隠された名門女子高生の素顔」
- 葉山真理子 - 平田裕香
- 久松玲奈 - 安達祐実
- 増田 - 相島一之
- 久松真弓 - 木村理恵

第5話「氷上の激突! 狂ったオリンピックへの道」
- 伊達健介 - 長嶋一茂
- 伊達紀子 - 渡辺典子
- 沖田昌樹 - 嶋大輔
- 前園祐司 - 山口馬木也

第6話「暗闇に震える歌姫へ捧ぐ涙のリクエスト」
- 早川律子 - 遠藤久美子
- 村木慎吾 - 桑名正博
- 明石圭介 - 伊丹幸雄
- 森下恵 - 遊井亮子

第7話「心を閉ざした女が浮かべる"氷の微笑"」
- 氷室純子 - 未唯
- 田村昌樹 - 宇梶剛士

第8話「記憶喪失の花嫁が聞いた裏切りの鐘の音」
- 高山優香子 - 高橋かおり
- 松坂勇作 - 恵俊彰
- 唐沢あずさ - 滝沢涼子
- 水谷志郎 - 古尾谷雅人
- 坂本匠 - 川平慈英（最終話）

## スタッフ
- 脚本 - 大石哲也
- 音楽 - CMJK
- 演出 - 佐藤東弥、猪股隆一、南雲聖一
- 主題歌 - Every Little Thing「sure」
- 挿入歌 - EARTH「time after time」
- プロデュース - 田中芳樹、太田雅晴
- 制作協力 - 5年D組
- 製作著作 - 日本テレビ

## 放送日程
- 当初、全10話の予定だったが視聴率不振で9話に短縮された[要出典]。

| 各話                                                           | 放送日        | サブタイトル                         | 演出     | 視聴率 |
| -------------------------------------------------------------- | ------------- | ------------------------------------ | -------- | ------ |
| 001                                                            | 2000年1月15日 | 人の心に侵入せよ                     | 佐藤東弥 | 11.6%  |
| 002                                                            | 2000年1月22日 | 銀行爆破0秒前! 女化学教師の哀しい瞳  | 佐藤東弥 | 09.1%  |
| 003                                                            | 2000年1月29日 | 推定20億の名画に隠された父子絶縁の謎 | 佐藤東弥 | 10.0%  |
| 004                                                            | 2000年2月05日 | 携帯電話に隠された名門女子高生の素顔 | 猪股隆一 | 10.5%  |
| 005                                                            | 2000年2月12日 | 氷上の激突! 狂ったオリンピックへの道 | 猪股隆一 | 11.8%  |
| 006                                                            | 2000年2月19日 | 暗闇に震える歌姫へ捧ぐ涙のリクエスト | 佐藤東弥 | 09.9%  |
| 007                                                            | 2000年2月26日 | 心を閉ざした女が浮かべる"氷の微笑"   | 南雲聖一 | 09.4%  |
| 008                                                            | 2000年3月04日 | 記憶喪失の花嫁が聞いた裏切りの鐘の音 | 猪股隆一 | 09.1%  |
| 009                                                            | 2000年3月11日 | 破滅のパスワード                     | 佐藤東弥 | 10.0%  |
| 平均視聴率 10.2%（視聴率はビデオリサーチ調べ、関東地区・世帯） |               |                                      |          |        |